# Carl Ludwig Gené

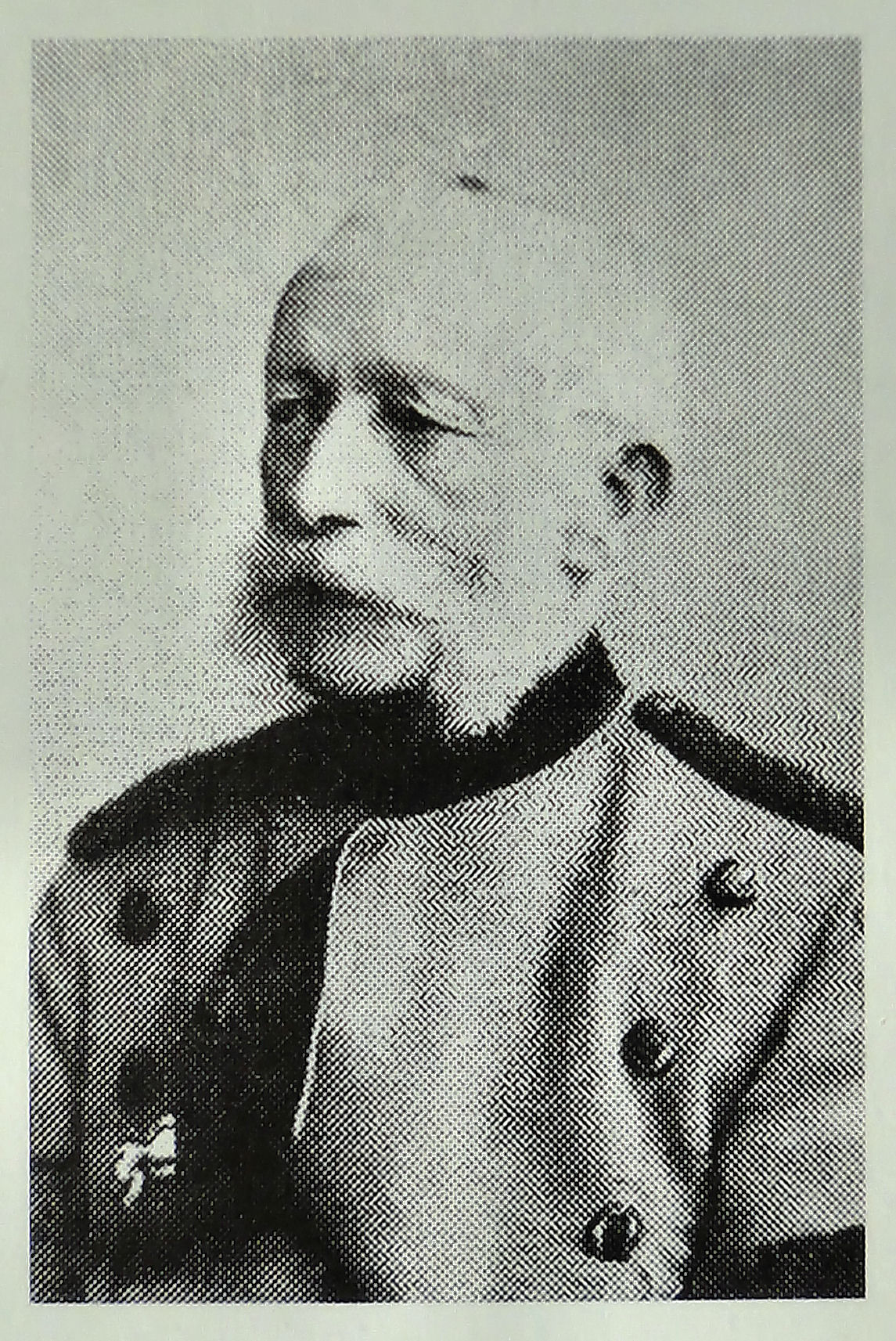
Carl Ludwig Gené

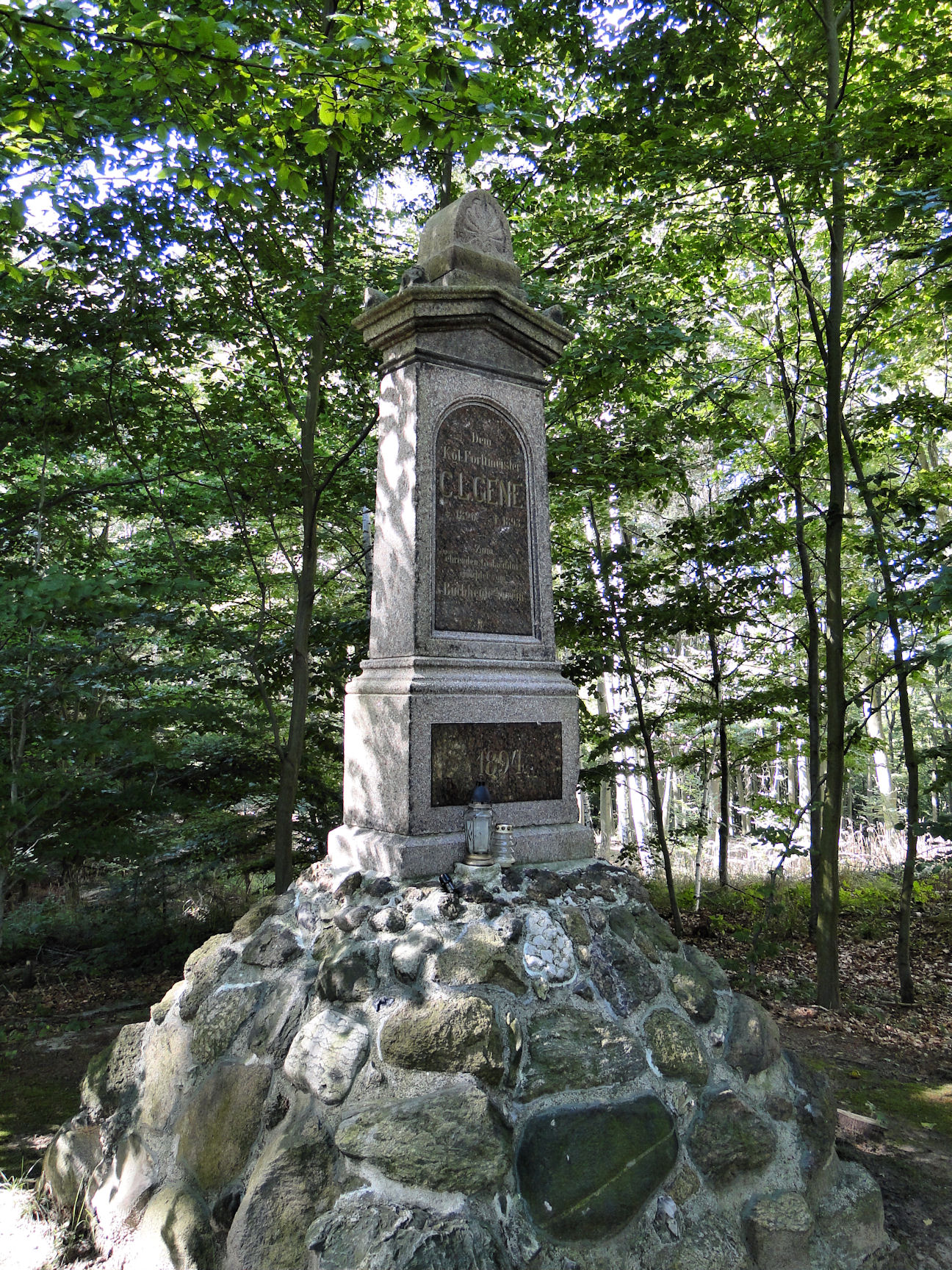
Pomnik Carla Ludwiga Gené na wzgórzu Piekielnik w Puszczy Bukowej

Carl Ludwig Gené (ur. 8 maja 1820 w Kossenblatt, zm. 16 czerwca 1893 pod Szczecinem) – niemiecki leśnik pochodzenia francuskiego, nadleśniczy w Puszczy Bukowej.

## Życiorys
Studiował w Forstakademie w Eberswalde. W latach 1849–1855 sprawował funkcję nadleśniczego w Inowrocławiu, a od 1863 w Śmierdnicy pod Szczecinem. W 1870 odkrył złoża węgla brunatnego koło Kłobucka.
Był miłośnikiem Puszczy Bukowej i odkrywcą jej walorów przyrodniczych, krajoznawczych i turystycznych. Wytyczył na jej terenie nowe drogi i ścieżki spacerowe oraz wyznaczył punkty widokowe. Odkrył także liczne głazy narzutowe i drzewa pomnikowe.
Około 1870 na terenie założonej w 1823 szkółki leśnej w Glinnej, rozpoczął nasadzenia rzadkich i oryginalnych gatunków drzew, co w konsekwencji doprowadziło do powstania, istniejącego do dziś, ogrodu dendrologicznego.
Zginął 16 czerwca 1893 na terenie Puszczy Bukowej zastrzelony przez kłusownika. W 1894 Towarzystwo Miłośników Puszczy Bukowej ufundowało pomnik Carla Ludwiga Gené, znajdujący się na wzgórzu Piekielnik w Puszczy Bukowej.